# Listă de formații post-grunge
Aceasta este o listă alfabetică de formații și artiști rock al căror gen primar este post-grunge.

## #
| Formația     | Ani activi     | Origine                | Albume de studio |
| ------------ | -------------- | ---------------------- | --- |
| 3 Doors Down | 1996 – present | Escatawpa, Mississippi | - The Better Life (2000) - Away from the Sun (2002) - Seventeen Days (2005) - 3 Doors Down (2008) - Time of My Life (2011)                                          |
| 10 Years     | 1999 – present | Knoxville, Tennessee   | - Into the Half Moon (2001) - Killing All That Holds You (2004) - The Autumn Effect (2005) - Division (2008) - Feeding the Wolves (2010) - Minus the Machine (2012) |
| 12 Stones    | 2000 – present | Mandeville, Louisiana  | - 12 Stones (2002) - Potter's Field (2004) - Anthem for the Underdog (2007) - Beneath the Scars (2012)                                                              |
| 32 Leaves    | 2001 - 2009    | Phoenix, Arizona       | - Welcome to the Fall (2005) - Panoramic (2009) |
| 8stops7      | 1996–present   | Ventura, California    | - Birth of a Cynic (1997) - In Moderation (1999) - Bend (2006) - Fables (2012)                                                                                      |

## A
| Formația                    | Ani activi     | Origine                     | Albume de studio                                                                                               |
| --------------------------- | -------------- | --------------------------- | --- |
| Acroma                      | 1999 – 2004    | Salt Lake City, Utah        | - Orbitals (2003)                                                                                              |
| Adelitas Way                | 2005 – present | Las Vegas, Nevada           | - Adelitas Way (2009) - Home School Valedictorian (2011) - TBA (2014)                                          |
| Age of Days                 | 2012 – present | Fredericton, New Brunswick  | - Radioactivity (2013)                                                                                         |
| Age of Daze pre-Age of Days | 2005 - 2011    | Fredericton, New Brunswick  | - Hollywood Ending (2008)                                                                                      |
| Alien Ant Farm              | 1995 – present | Moreno Valley, California   | - Greatest Hits (1999) - Anthology (2001) - Truant (2003) - Up in the Attic (2006) - Always and Forever (2013) |
| Alter Bridge                | 2004 – present | Orlando, Florida            | - One Day Remains (2004) - Blackbird (2007) - AB III (2010) - Fortress (2013)                                  |
| Another Animal              | 2006 – present | Pittsfield, New Hampshire   | - Another Animal (2007)                                                                                        |
| Aranda                      | 2001 – present | Oklahoma City, Oklahoma     | - Aranda (2008) - Stop the World (2012)                                                                        |
| Army of Anyone              | 2005 – 2007    | Los Angeles, California     | - Army of Anyone (2006)                                                                                        |
| Art of Dying                | 2005 – present | Vancouver, British Columbia | - Art of Dying (2006) - Vices and Virtues (2011)                                                               |
| Atom Smash                  | 2006 – present | Miami, Florida              | - Love Is in the Missile (2010) - Beautiful Alien (2012) - Passage to the Sun (2013)                           |
| Atomic Ballroom             | 2011 – present | Seattle, Washington         | - Monster (2013)                                                                                               |
| Audioslave                  | 2001 - 2007    | Los Angeles, California     | - Audioslave (2002) - Out of Exile (2005) - Revelations (2006)                                                 |
| Axium                       | 1999 – 2006    | Kansas City, Missouri       | - Matter of Time (2002) - Blindsided (2003) - The Story Thus Far (2004)                                        |

## B
| Formația              | Ani activi                      | Origine                                     | Albume de studio |
| --------------------- | ------------------------------- | ------------------------------------------- | --- |
| Ben Moody             | 1995 – present                  | Little Rock, Arkansas                       | - All for This (2009) - You Can't Regret What You Don't Remember (2011)                                                                      |
| Better Than Ezra      | 1988 – present                  | Baton Rouge, Louisiana                      | - Deluxe (1995) - Friction, Baby (1996) - How Does Your Garden Grow? (1998) - Closer (2001) - Before the Robots (2005) - Paper Empire (2009) |
| Birdbrain             | 1992 – 1997                     | Boston, Massachusetts                       | - Bliss (1995) - Let's Be Nice (1997) |
| Black Stone Cherry    | 2001 – present                  | Edmonton, Kentucky                          | - Black Stone Cherry (2006) - Folklore and Superstition (2008) - Between the Devil and the Deep Blue Sea (2011)                              |
| Bleeker Ridge         | 2003 – present                  | Orillia, Ontario                            | - Small Town Dead (2010) - Four (2013) |
| Bonehead              | 1994 – 2003, 2005 – present     | Philadelphia, Pennsylvania                  | - Fade (1999) - Broken and Glued (2007) |
| Breaking Benjamin     | 1998 – 2010, 2013–present       | Wilkes-Barre, Pennsylvania                  | - Saturate (2002) - We Are Not Alone (2004) - Phobia (2006) - Dear Agony (2009)                                                              |
| Breaking Point        | 1999 – 2007, 2011               | Memphis, Tennessee                          | - Coming of Age (2001) - Beautiful Disorder (2005)                                                                                           |
| Brides of Destruction | 2002 – 2006                     | Los Angeles, California                     | - Here Come the Brides (2004) - Runaway Brides (2005)                                                                                        |
| Burn Halo             | 2007 – present                  | Orange County, California / Tulsa, Oklahoma | - Burn Halo (2009) - Up from the Ashes (2011)                                                                                                |
| Burn Season           | 2001 – 2007, 2009, 2010–Present | Jacksonville, Florida                       | - Burn Season (2005) - This Long Time Coming (2011)                                                                                          |
| Bush                  | 1992 - 2002, 2010 – present     | London, England                             | - Sixteen Stone (1994) - Razorblade Suitcase (1996) - The Science of Things (1999) - Golden State (2001) - The Sea of Memories (2011)        |

## C
| Formația                 | Ani activi                  | Origine                    | Albume de studio |
| ------------------------ | --------------------------- | -------------------------- | --- |
| Call Me No One           | 2012–present                | United States              | - Last Parade (2012) |
| Calling, The             | 2000 - 2005                 | Los Angeles, California    | - Camino Palmero (2001) - Two (2004) |
| Candlebox                | 1990 – 2000, 2006 – present | Seattle, Washington        | - Candlebox (1993) - Lucy (1995) - Happy Pills (1998) - Into the Sun (2008) - Love Stories & Other Musings (2012)                                                                                      |
| Cavo                     | 2001 – present              | St. Louis, Missouri        | - The Painful Art of Letting Go (2008) - Bright Nights Dark Days (2009) - Thick as Thieves (2012) |
| Chevelle                 | 1995 – present              | Grayslake, Illinois        | - Point No. 1 (1999) - Wonder What's Next (2002) - This Type of Thinking (Could Do Us In) (2004) - Vena Sera (2007) - Sci-Fi Crimes (2009) - Hats Off to the Bull (2011)                               |
| Chris Cornell Audioslave | 1984 – present              | Seattle, Washington        | - Euphoria Morning (1999) - Carry On (2007) - Scream (2009) |
| cKy                      | 1998 – present              | West Chester, Pennsylvania | - Volume 1 (1999) - Infiltrate•Destroy•Rebuild (2002) - An Answer Can Be Found (2005) - Carver City (2009) - TBA (2014)                                                                                |
| Cold                     | 1996 – 2006, 2009 – present | Jacksonville, Florida      | - Cold (1998) - 13 Ways to Bleed on Stage (2000) - Year of the Spider (2003) - A Different Kind of Pain (2005) - Superfiction (2011)                                                                   |
| Collective Soul          | 1992 – present              | Stockbridge, Georgia       | - Hints Allegations and Things Left Unsaid (1994) - Collective Soul (1995) - Disciplined Breakdown (1997) - Dosage (1999) - Blender (2000) - Youth (2004) - Afterwords (2007) - Collective Soul (2009) |
| Courtney Love            | 1982 – present              | San Francisco, California  | - America's Sweetheart (2004) |
| Course of Nature         | 2001 – present              | Enterprise, Alabama        | - Superkala (2002) - Damaged (2008) |
| Creed                    | 1995 – 2004, 2009 – present | Tallahassee, Florida       | - My Own Prison (1997) - Human Clay (1999) - Weathered (2001) - Full Circle (2009) |
| Crossfade                | 1999 – present              | Columbia, South Carolina   | - Crossfade (2004) - Falling Away (2006) - We All Bleed (2011) |

## D
| Formația                              | Ani activi                  | Origine                             | Albume de studio                                                                                                |
| ------------------------------------- | --------------------------- | ----------------------------------- | --- |
| Dark New Day                          | 2004 - 2008, 2012           | Florida / Georgia / Ohio / Kentucky | - Twelve Year Silence (2005) - New Tradition (2012) - Hail Mary (2013)                                          |
| Daughtry                              | 2006 – present              | McLeansville, North Carolina        | - Daughtry (2006) - Leave This Town (2009) - Break the Spell (2011) - TBA (2013)                                |
| David Cook Axium post-grunge/pop rock | 1999 – present              | Houston, Texas                      | - Analog Heart (2006) - David Cook (2008) - This Loud Morning (2011)                                            |
| Day of Fire                           | 2003 - 2010                 | Nashville, Tennessee                | - Day of Fire (2004) - Cut & Move (2006) - Losing All (2010)                                                    |
| Days of the New                       | 1995 – present              | Charlestown, Indiana                | - Days of the New (1997) - Days of the New II (1999) - Days of the New III (2001)                               |
| Decyfer Down                          | 1999 – present              | Morehead City, North Carolina       | - End of Grey (2006) - Crash (2009) - Scarecrow (2013)                                                          |
| deepfield                             | 2005 - 2011                 | Charleston, South Carolina          | - Archetypes and Repetition (2007) - Nothing Can Save Us Now (2011)                                             |
| Default                               | 1999 – present              | Vancouver, British Columbia         | - The Fallout (2001) - Elocation (2003) - One Thing Remains (2005) - Comes and Goes (2009)                      |
| Devilhead                             | 1993 – 1998                 | Seattle, Washington                 | - Your Ice Cream's Dirty (1994) - Pest Control (1996)                                                           |
| Dishwalla                             | 1994 - 2006, 2008 – present | Santa Barbara, California           | - Pet Your Friends (1995) - And You Think You Know What Life's About (1998) - Opaline (2002) - Dishwalla (2005) |
| doubleDrive                           | 1996 – 2003                 | Atlanta, Georgia                    | - 1000 Yard Stare (1999) - Blue in the Face (2003)                                                              |
| Dropbox                               | 2002 – 2006                 | New Jersey                          | - Dropbox (2004)                                                                                                |
| Drowning Pool nu metal/post-grunge    | 1996 – present              | Dallas, Texas                       | - Sinner (2001) - Desensitized (2004) - Full Circle (2007) - Drowning Pool (2010) - Resilience (2013)           |
| Dust for Life                         | 1999 - 2008                 | Memphis, Tennessee                  | - Dust For Life (1999) - Dust For Life (2000) - Degrees of Black (2003) - The Consequence of Vanishing (2008)   |

## E
| Formația      | Ani activi           | Origine                 | Albume de studio |
| ------------- | -------------------- | ----------------------- | --- |
| Earshot       | 1999 – 2012 (hiatus) | Los Angeles, California | - Letting Go (2002) - Two (2004) - The Silver Lining (2008) |
| Edgewater     | 1997 - 2009          | Dallas, Texas           | - Edgewater (1999) - South of Sideways (2004) - We're Not Robots... (2006) |
| Egypt Central | 2002 – 2012          | Memphis, Tennessee      | - Egypt Central (2008) - White Rabbit (2011) |
| Emphatic      | 2005 – present       | Omaha, Nebraska         | - Emphatic (2005) - Damage (2011) - Another Life (2013) |
| Evans Blue    | 2005 – present       | Toronto, Ontario        | - The Melody and the Energetic Nature of Volume (2006) - The Pursuit Begins When This Portrayal of Life Ends (2007) - Evans Blue (2009) - Graveyard of Empires (2012) |
| Everclear     | 1992 – present       | Portland, Oregon        | - World of Noise (1993) - Sparkle and Fade (1995) - So Much for the Afterglow (1997) - Songs from an American Movie, Vol. 1: Learning How to Smile (2000) - Songs from an American Movie, Vol. 2: Good Time for a Bad Attitude (2000) - Slow Motion Daydream (2003) - Welcome to the Drama Club (2006) - Invisible Stars (2012) |
| Exies, The    | 1997 - 2011          | Los Angeles, California | - The Exies (2000) - Inertia (2003) - Head for the Door (2004) - A Modern Way of Living with the Truth (2007) |

## F
| Formația                      | Ani activi     | Origine                       | Albume de studio |
| ----------------------------- | -------------- | ----------------------------- | --- |
| Familiar 48 post-Bonehead     | 2002 - 2005    | Philadelphia, Pennsylvania    | |
| Feeder                        | 1992 – present | Newport, Wales                | - Polythene (1997) - Yesterday Went Too Soon (1999) - Echo Park (2001) - Comfort in Sound (2002) - Pushing the Senses (2005) - Silent Cry (2008) - Renegades (2010) - Generation Freakshow (2012)           |
| Filter post-grunge/industrial | 1993 – present | Cleveland, Ohio               | - Short Bus (1995) - Title of Record (1999) - The Amalgamut (2002) - Anthems for the Damned (2008) - The Trouble with Angels (2010) - The Sun Comes Out Tonight (2013)                                      |
| Finger Eleven                 | 1989 – present | Burlington, Ontario           | - Tip (1997) - The Greyest of Blue Skies (2000) - Finger Eleven (2003) - Them vs. You vs. Me (2007) - Life Turns Electric (2010)                                                                            |
| Fireflight                    | 1999 – present | Orlando, Florida              | - The Healing of Harms (2006) - Unbreakable (2008) - For Those Who Wait (2010) - Now (2013) |
| Flyleaf                       | 2002–present   | Belton, Texas / Temple, Texas | - Flyleaf (2005) - Memento Mori (2009) - New Horizons (2012) |
| Flys, The                     | 1994 - 2002    | Los Angeles, California       | - 25 Cents (1995) - Holiday Man (1998) - Outta My Way (2000) |
| Foo Fighters                  | 1994 – present | Seattle, Washington           | - Foo Fighters (1995) - The Colour and the Shape (1997) - There Is Nothing Left to Lose (1999) - One by One (2002) - In Your Honor (2005) - Echoes, Silence, Patience & Grace (2007) - Wasting Light (2011) |
| Forty Foot Echo               | 2002 – present | Vancouver, British Columbia   | - Forty Foot Echo (2003) - Aftershock (2007) |
| Fuel                          | 1989 – present | Jackson, Tennessee            | - Sunburn (1998) - Something Like Human (2000) - Natural Selection (2003) - Angels & Devils (2007) - TBA (2013)                                                                                             |

## G
| Formația                         | Ani activi                | Origine                  | Albume de studio |
| -------------------------------- | ------------------------- | ------------------------ | --- |
| Galvanized Souls                 | 2012–present              | Somis, California        | - Galvanized Souls EP (2013) |
| Gavin Rossdale Bush, Institute   | 1983 – present            | London, England          | - WANDERlust (2008) |
| Godsmack nu metal/post-grunge    | 1995–present              | Lawrence, Massachusetts  | - Godsmack (1998) - Awake (2000) - Faceless (2003) - IV (2006) - The Oracle (2010) |
| Gracious Few, The                | 2009 – present            | York, Pennsylvania       | - The Gracious Few (2010) |
| Green Apple Quick Step           | 1992 – 1998, 2009–present | Seattle, Washington      | - Wonderful Virus (1993) - Reloaded (1995) - New Disaster (1998) |
| Greta                            | 1990 – 1995               | Los Angeles, California  | - No Biting (1993) - This Is Greta! (1995) |
| Grey Daze                        | 1993 - 1998               | Phoenix, Arizona         | - Wake Me (1994) - ...No Sun Today (1997) |
| Grinspoon                        | 1995–present              | Lismore, New South Wales | - Guide to Better Living (1997) - Easy (1999) - New Detention (2002) - Thrills, Kills & Sunday Pills (2004) - Alibis & Other Lies (2007) - Six to Midnight (2009) - Black Rabbits (2012) |
| Groundswell pre-Three Days Grace | 1992 - 1997               | Norwood, Ontario         | - Wave of Popular Feeling (1995) |

## H
| Formația       | Ani activi     | Origine                  | Albume de studio |
| -------------- | -------------- | ------------------------ | --- |
| Halestorm      | 1998–present   | Red Lion, Pennsylvania   | - Halestorm (2009) - The Strange Case Of... (2012) |
| hHead          | 1991 – 1997    | Toronto, Ontario         | - Jerk (2005) - Ozzy (2006) |
| Hinder         | 2001–present   | Oklahoma City, Oklahoma  | - Extreme Behavior (2005) - Take It to the Limit (2008) - All American Nightmare (2010) - Welcome to the Freakshow (2012)                                                                              |
| Home Town Hero | 2000 - 2004    | Los Angeles, California  | - Home Town Hero (2002) - Bitch City (2004) |
| Hoobastank     | 1997–present   | Agoura Hills, California | - Muffins (1997) - They Sure Don't Make Basketball Shorts Like They Used To (1998) - Hoobastank (2001) - The Reason (2003) - Every Man For Himself (2006) - For(N)ever (2009) - Fight or Flight (2012) |
| HURT           | 2000 – present | Virginia                 | - Hurt (2000) - The Consumation (2003) - Vol. 1 (2006) - Vol. II (2007) - Goodbye to the Machine (2009) - The Crux (2012)                                                                              |

## I
| Formația  | Ani activi   | Origine          | Albume de studio |
| --------- | ------------ | ---------------- | --- |
| Injected  | 1995–present | Atlanta, Georgia | - Hammered and Enamored (1995) - Burn It Black (2002)                                                                |
| InMe      | 1996–present | Essex, England   | - Overgrown Eden (2003) - White Butterfly (2005) - Daydream Anonymous (2007) - Herald Moth (2009) - The Pride (2012) |
| Institute | 2004 – 2006  | United States    | - Distort Yourself (2005)                                                                                            |

## J
| Formația               | Ani activi            | Origine                     | Albume de studio |
| ---------------------- | --------------------- | --------------------------- | --- |
| Jerry Cantrell         | 1983 – present        | Tacoma, Washington          | - Boggy Depot (1998) - Degradation Trip (2002) - Degradation Trip Volumes 1 & 2 (2002)                                                                                       |
| Jet Black Stare        | 2007–present (hiatus) | Vancouver, British Columbia | - In This Life (2008) - Better Off Being Alone (2010) |
| Jimmie's Chicken Shack | 1992–present          | Annapolis, Maryland         | - Spit Burger Lottery (1994) - Giving Something Back (1995) - Pushing the Salmanilla Envelope (1997) - Bring Your Own Stereo (1999) - Re.present (2004) - Fail on Cue (2008) |
| Joydrop                | 1998 - 2001           | Toronto, Ontario            | - Metasexual (1998) - Viberate (2001) |

## K
| Formația | Ani activi | Origine | Albume de studio |
| -------- | ---------- | ------- | ---------------- |

## L
| Formația      | Ani activi                  | Origine                     | Albume de studio |
| ------------- | --------------------------- | --------------------------- | --- |
| Life of Agony | 1989 – 1999, 2002 – 2012    | Brooklyn, New York          | - River Runs Red (1993) - Ugly (1995) - Soul Searching Sun (1997) - Broken Valley (2005) |
| Lifehouse     | 1999 – present              | Los Angeles, California     | - No Name Face (2000) - Stanley Climbfall (2002) - Lifehouse (2005) - Who We Are (2007) - Smoke & Mirrors (2010) - Almería (2012)                                                                        |
| Like a Storm  | 2005 – present              | Auckland                    | - The End of the Beginning (2009) - Chaos Theory (2012) |
| Limblifter    | 1996 – present              | Vancouver, British Columbia | - Limblifter (1996) - Bellaclava (2000) - I/O (2004) |
| Live          | 1988 - 2009, 2011 – present | York, Pennsylvania          | - Mental Jewelry (1991) - Throwing Copper (1994) - Secret Samadhi (1997) - The Distance to Here (1999) - V (2001) - Birds of Pray (2003) - Songs from Black Mountain (2006)                              |
| Local H       | 1990 – present              | Zion, Illinois              | - Ham Fisted (1995) - As Good as Dead (1996) - Pack Up the Cats (1998) - Here Comes the Zoo (2002) - Whatever Happened to P.J. Soles? (2004) - Twelve Angry Months (2008) - Hallelujah! I'm a Bum (2012) |

## M
| Formația           | Ani activi                | Origine                     | Albume de studio |
| ------------------ | ------------------------- | --------------------------- | --- |
| Marcy Playground   | 1996 – present            | New York City, New York     | - Marcy Playground (1997) - Shapeshifter (1999) - MP3 (2004) - Leaving Wonderland...in a Fit of Rage (2009) - Lunch, Recess & Detention (2012) |
| Matchbox Twenty    | 1995 – 2004, 2010–present | Orlando, Florida            | - Yourself or Someone Like You (1996) - Mad Season (2000) - More Than You Think You Are (2002) - North (2012)                                  |
| Mayfield Four, The | 1996 - 2002               | Spokane, Washington         | - Fallout (1998) - Second Skin (2001) |
| Medication         | 1999 – 2003               | Los Angeles, California     | - Prince Valium (2002) |
| Modern Day Zero    | 1995 - 2007               | St. Louis, Missouri         | - Coming Up for Air (2004) - The Wait (2007)                                                                                                   |
| Moist              | 1992 – 2000               | Vancouver, British Columbia | - Silver (1994) - Creature (1996) - Mercedes 5 and Dime (1999)                                                                                 |
| My Darkest Days    | 2005–present              | Norwood, Ontario            | - My Darkest Days (2010) - Sick and Twisted Affair (2012)                                                                                      |

## N
| Formația    | Ani activi               | Origine                 | Albume de studio |
| ----------- | ------------------------ | ----------------------- | --- |
| Nickelback  | 1995 – present           | Hanna, Alberta          | - Curb (1996) - The State (1998) - Silver Side Up (2001) - The Long Road (2003) - All the Right Reasons (2005) - Dark Horse (2008) - Here and Now (2011) - TBA (2014) |
| Night Shift | 1991 – present           | Belgrad                 | - Undercovers (2002) - Bez zaklona (2009) |
| Nixons, The | 1990 - 2000, 2001 - 2002 | Oklahoma City, Oklahoma | - Foma (1995) - The Nixons (1997) - Baton Rouge (1998) - Latest Thing (2000)                                                                                          |

## O
| Formația       | Ani activi                  | Origine                 | Albume de studio |
| -------------- | --------------------------- | ----------------------- | --- |
| Oleander       | 1995 – 2004, 2008 – present | Sacramento, California  | - Shrinking the Blob (1997) - February Son (1999) - Unwind (2001) - Joyride (2003) - Something Beautiful (2013)                                                                                          |
| Operator       | 2003 – present              | Los Angeles, California | - Soulcrusher (2007) |
| Our Lady Peace | 1992–present                | Toronto, Ontario        | - Naveed (1994) - Clumsy (1997) - Happiness... Is Not a Fish That You Can Catch (1999) - Spiritual Machines (2000) - Gravity (2002) - Healthy in Paranoid Times (2005) - Burn Burn (2009) - Curve (2012) |

## P
| Formația             | Ani activi                  | Origine                     | Albume de studio                                                                                                |
| -------------------- | --------------------------- | --------------------------- | --- |
| Palomar              | 1998                        | Lawrence, Kansas            | - World Without Horses (1998)                                                                                   |
| Paw                  | 1990 – 2000, 2008           | Lawrence, Kansas            | - Dragline (1993) - Death to Traitors (1995)                                                                    |
| Perfect Circle, A    | 1999 – 2004, 2010 – present | Los Angeles, California     | - Mer de Noms (2000) - Thirteenth Step (2003) - eMOTIVe (2004)                                                  |
| Pluto                | 1993 – 1999                 | Vancouver, British Columbia | - Cool Way to Feel (1995) - Pluto (1996) - Shake Hands with the Future (1998)                                   |
| Pop Evil             | 2001 – present              | Grand Rapids, Michigan      | - War of the Roses (2004) - Lipstick on the Mirror (2008) - War of Angels (2011) - Onyx (2013)                  |
| Pretty Reckless, The | 2009–present                | New York City, New York     | - Light Me Up (2010) - Going to Hell (2013)                                                                     |
| Projected            | 2012 – present              | United States               | - Human (2012)                                                                                                  |
| PUDDLE OF MUᗡᗡ       | 1992–present                | Kansas City, Missouri       | - Come Clean (2001) - Life on Display (2003) - Famous (2007) - Volume 4: Songs in the Key of Love & Hate (2009) |

## Q
| Formația | Ani activi | Origine | Albume de studio |
| -------- | ---------- | ------- | ---------------- |

## R
| Formația          | Ani activi               | Origine                      | Albume de studio                                                                                                  |
| ----------------- | ------------------------ | ---------------------------- | --- |
| RED               | 2004 – present           | Nashville, Tennessee         | - End of Silence (2006) - Innocence & Instinct (2009) - Until We Have Faces (2011) - Release the Panic (2013)     |
| Remy Zero         | 1989 – 2003, 2010        | Birmingham, Alabama          | - Remy Zero (1996) - Villa Elaine (1998) - The Golden Hum (2001)                                                  |
| Rev Theory        | 2002 – present           | North Andover, Massachusetts | - Truth Is Currency (2005) - Light It Up (2008) - Justice (2011)                                                  |
| Revis             | 1999 – 2005, 2010 – 2012 | Carbondale, Illinois         | - Places for Breathing (2003) - Do We Have to Beg? (2012)                                                         |
| Refreshments, The | 1992 – 1998, 2013        | Tempe, Arizona               | - Wheelie (1994) - Fizzy Fuzzy Big & Buzzy (1996) - The Bottle & Fresh Horses (1997) - The Dog & Pony Show (2013) |

## S
| Formația              | Ani activi                  | Origine                    | Albume de studio |
| --------------------- | --------------------------- | -------------------------- | --- |
| SafetySuit            | 2002 – present              | Tulsa, Oklahoma            | - Life Left to Go (2008) - These Times (2012) |
| Saron Gas pre-Seether | 1999 - 2002                 | Pretoria                   | - Fragile (2000) |
| Saving Abel           | 2004–present                | Corinth, Mississippi       | - Saving Abel (2008) - Miss America (2010) - Bringing Down the Giant (2012) |
| Scott Stapp Creed     | 1994 – present              | Orlando, Florida           | - The Great Divide (2005) |
| Seether               | 1999–Present                | Pretoria                   | - Disclaimer (2002) - Disclaimer II (2004) - Karma and Effect (2005) - Finding Beauty in Negative Spaces (2007) - Holding Onto Strings Better Left to Fray (2011) - TBA (2014)                                                          |
| Semisonic             | 1995 – present              | Minneapolis, Minnesota     | - Great Divide (1996) - Feeling Strangely Fine (1998) - All About Chemistry (2001) |
| Seven Mary Three      | 1992 – present              | Williamsburg, Virginia     | - American Standard (1995) - RockCrown (1997) - Orange Ave. (1998) - The Economy of Sound (2001) - Dis/Location (2004) - Day & Nightdriving (2008)                                                                                      |
| Shaman's Harvest      | 1996 – present              | Jefferson City, Missouri   | - Synergy (2002) - March of the Bastards (2006) - Shine (2009) - Smokin' Hearts & Broken Guns (2013) |
| Shinedown             | 2001–Present                | Jacksonville, Florida      | - Leave a Whisper (2003) - Us and Them (2005) - The Sound of Madness (2008) - Amaryllis (2012) |
| Silverchair           | 1992 – 2003, 2006 - 2011    | Newcastle, New South Wales | - Frogstomp (1995) - Freak Show (1997) - Neon Ballroom (1999) - Diorama (2002) - Young Modern (2007) |
| Since October         | 2005 – present              | Bradenton, Florida         | - Gasping for Hope (2006) - This Is My Heart (2008) - Life, Scars, Apologies (2010) |
| Sinch                 | 1994 – present              | Doylestown, Pennsylvania   | - Sinch (2002) - Clearing the Channel (2005) - Hive Mind (2012) |
| Smile Empty Soul      | 1998–present                | Santa Clarita, California  | - Smile Empty Soul (2003) - Anxiety (2005) - Vultures (2006) - Consciousness (2009) - 3's (2012) |
| Socialburn            | 2000 – 2007                 | Blountstown, Florida       | - Where You Are (2003) - The Beauty of Letting Go (2005) |
| SOiL                  | 1997–present                | Chicago, Illinois          | - Throttle Junkies (1999) - Scars (2001) - Re.De.Fine (2004) - True Self (2006) - Picture Perfect (2009) - Whole (2013) |
| Souls Harbor          | 2001 – present              | Beaufort, South Carolina   | - Writings on the Wall (2006) - Anxiety Society (2010) |
| Sponge                | 1991 – present              | Detroit, Michigan          | - Rotting Piñata (1994) - Wax Ecstatic (1996) - New Pop Sunday (1999) - For All the Drugs in the World (2003) - The Man (2005) - Galore Galore (2007) - Stop the Bleeding (2013)                                                        |
| Staind                | 1995 – 2012 (hiatus)        | Springfield, Massachusetts | - Tormented (1996) - Dysfunction (1999) - Break the Cycle (2001) - 14 Shades of Grey (2003) - Chapter V (2005) - The Illusion of Progress (2008) - Staind (2011)                                                                        |
| Stereo Fuse           | 2000 – present              | Dallas, Texas              | - Stereo Fuse (2002) - All That Remains (2006) |
| Stereoside            | 1998–present                | Ocala, Florida             | - Wake Up (2005) - So Long (2007) - Stereoside (2010) |
| Stone Sour            | 1992 - 1997, 2002–present   | Des Moines, Iowa           | - Stone Sour (2002) - Come What(ever) May (2006) - Audio Secrecy (2010) - House of Gold & Bones – Part 1 (2012) - House of Gold & Bones – Part 2 (2013)                                                                                 |
| Stone Temple Pilots   | 1986 – 2003, 2008 – present | San Diego, California      | - Core (1992) - Purple (1994) - Tiny Music... Songs from the Vatican Gift Shop (1996) - No. 4 (1999) - Shangri-La Dee Da (2001) - Stone Temple Pilots (2010)                                                                            |
| Submersed             | 2000 – 2008                 | Stephenville, Texas        | - In Due Time (2004) - Immortal Verses (2007) |
| Sugartooth            | 1993 – 1997                 | Los Angeles, California    | - Sugartooth (1994) - The Sounds of Solid (1997) |
| Switchfoot            | 1996 – present              | San Diego, California      | - The Legend of Chin (1997) - New Way to Be Human (1999) - Learning to Breathe (2000) - The Beautiful Letdown (2003) - Nothing Is Sound (2005) - Oh! Gravity. (2006) - Hello Hurricane (2009) - Vice Verses (2011) - Fading West (2014) |

## T
| Formația            | Ani activi                  | Origine                   | Albume de studio |
| ------------------- | --------------------------- | ------------------------- | --- |
| T.Y.P.O.            | 2010–Present                | Indonesia, West Java      | - Burn My Fakes Poem (2012)                                                                                          |
| Tantric             | 1999 – present              | Louisville, Kentucky      | - Tantric (2001) - After We Go (2004) - The End Begins (2008) - Mind Control (2009)                                  |
| Theory of a Deadman | 2001–present                | Delta, British Columbia   | - Theory of a Deadman (2002) - Gasoline (2005) - Scars & Souvenirs (2008) - The Truth Is... (2011)                   |
| Third Eye Blind     | 1993 – present              | San Francisco, California | - Third Eye Blind (1997) - Blue (1999) - Out of the Vein (2003) - Ursa Major (2009)                                  |
| Thornley            | 2002 – 2011                 | Toronto, Ontario          | - Come Again (2004) - Tiny Pictures (2009)                                                                           |
| Three Days Grace    | 1997–Present                | Norwood, Ontario          | - Three Days Grace (2003) - One-X (2006) - Life Starts Now (2009) - Transit of Venus (2012)                          |
| Toadies             | 1989 – 2001, 2006 – present | Fort Worth, Texas         | - Rubberneck (1994) - Hell Below/Stars Above (2001) - No Deliverance (2008) - Feeler (2010) - Play.Rock.Music (2012) |
| Tonic               | 1993 – 2004, 2008 – present | Los Angeles, California   | - Lemon Parade (2006) - Sugar (1999) - Head on Straight (2002) - Tonic (2010)                                        |
| Trapt               | 1997 – present              | Los Gatos, California     | - Trapt (2002) - Someone in Control (2005) - Only Through the Pain (2008) - No Apologies (2010) - Reborn (2013)      |
| Tremonti            | 1994 – present              | Orlando, Florida          | - All I Was (2012)                                                                                                   |
| Trust Company       | 1997 – 2005, 2007 – present | Prattville, Alabama       | - The Lonely Position of Neutral (2002) - True Parallels (2005) - Dreaming in Black and White (2011)                 |

## U
| Formația                                             | Ani activi | Origine             | Albume de studio        |
| ---------------------------------------------------- | ---------- | ------------------- | ----------------------- |
| Unified Theory former Blind Melon members supergroup | 1998–2001  | Seattle, Washington | - Unified Theory (2000) |

## V
| Formația                             | Ani activi                | Origine                              | Albume de studio |
| ------------------------------------ | ------------------------- | ------------------------------------ | --- |
| Veer Union, The                      | 2004–present              | Vancouver, British Columbia          | - Against the Grain (2009) - Divide the Blackened Sky (2012)                                                                                  |
| Vertical Horizon                     | 1991 – present            | Georgetown, Washington, DC           | - There and Back Again (1992) - Running on Ice (1995) - Live Stages (1997) - Everything You Want (1999) - Go (2003) - Burning the Days (2009) |
| Veruca Salt                          | 1993 – 2012, 2013–present | Chicago, Illinois                    | - American Thighs (1994) - Eight Arms to Hold You (1997) - Resolver (2000) - IV (2006)                                                        |
| Verve Pipe, The                      | 1992 – present            | East Lansing, Michigan               | - Pop Smear (1993) - Villains (1996) - The Verve Pipe (1999) - Underneath (2001) - A Family Album (2009)                                      |
| Vines, The post-grunge/garage rock   | 1999 – present            | Sydney, New South Wales              | - Highly Evolved (2002) - Winning Days (2004) - Vision Valley (2006) - Melodia (2008) - Future Primitive (2011) - TBA (2013)                  |
| Violent Soho post-grunge/garage punk | 2004 – present            | Brisbane, Queensland                 | - We Don't Belong Here (2008) - Violent Soho (2010) - TBA (2013)                                                                              |
| Virgos post-Virgos Merlot            | 2002–present              | United States                        | - The Path of Least Resistance (2002) |
| Virgos Merlot                        | 1998 – 2002               | Birmingham, Alabama/Orlando, Florida | - Signs of a Vacant Soul (1999) |
| Vonray                               | 1996 – 2003               | Orlando, Florida                     | - Vonray (2003) |

## W
| Formația      | Ani activi                  | Origine             | Albume de studio |
| ------------- | --------------------------- | ------------------- | --- |
| Watchmen, The | 1988 – 2003, 2008 – present | Winnipeg, Manitoba  | - McLaren Furnace Room (1992) - In the Trees (1994) - Brand New Day (1996) - Silent Radar (1998) - Slomotion (2001) |
| Within Reason | 2005–present                | Birmingham, Alabama | - Bloodshot Life (2009) - After the Crawl (2012)                                                                    |